# كيلي ماري تران
كيلي ماري تران (بالإنجليزية: Kelly Marie Tran )‏ (و. 1989  م) هي ممثلة أفلام، وممثلة أمريكية، ولدت في سان دييغو، بدأت مشوارها المهني سنة 2011.

## التعليم
تعلمت في جامعة كاليفورنيا، لوس أنجلوس.

## بداية الحياة
ولدت كيلي ماري تران في 17 يناير 1989 في سان دييغو، كاليفورنيا.كان والداها لاجئين فارين من فيتنام بعد حرب فيتنام.في طفولتها، كان والدها مشردًا ونشأ في شوارع فيتنام.

## وصلات خارجية
- كيلي ماري تران على موقع IMDb (الإنجليزية)
- كيلي ماري تران على موقع ميتاكريتيك (الإنجليزية)
- كيلي ماري تران على موقع روتن توميتوز (الإنجليزية)
- كيلي ماري تران على موقع قاعدة بيانات الأفلام العربية
- كيلي ماري تران على موقع ألو سيني (الفرنسية)
- كيلي ماري تران على موقع ميوزك برينز (الإنجليزية)
- كيلي ماري تران على موقع قاعدة بيانات الفيلم (الإنجليزية)
- كيلي ماري تران على موقع ليتربوكسد (الإنجليزية)
- كيلي ماري تران على موقع كينوبويسك (الروسية)